# Gabriel Van den Gheyn

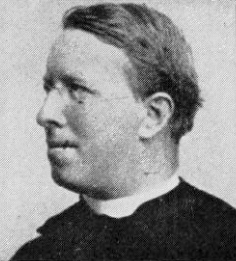
Gabriel Van den Gheyn

Gabriel Van den Gheyn (Gent, 4 februari 1862 - aldaar, 29 augustus 1955) was een Belgisch kanunnik, historicus en archivaris.

## Biografie
Gabriel Van den Gheyn stamde uit een familie van Mechelse klokkengieters. Hij was een achterkleinzoon van Matthias van den Gheyn, stadsbeiaardier en organist van de Sint-Pieterskerk in Leuven, en een broer van Joseph Van den Gheyn, jezuïet en hoofdconservator van de Koninklijke Bibliotheek van België.
Hij werd in 1884 tot priester gewijd. Aan de Katholieke Universiteit Leuven behaalde hij de diploma's van baccalaureaat in de theologie (1885), licentiaat in de thomistische wijsbegeerte (1886), licentiaat in de wijsbegeerte (1886), doctor in de theologie (1887) en doctor in de wijsbegeerte (1891). In 1888 leraar aan het Heilige Maagdcollege in Dendermonde. Van 1889 tot 1907 was hij directeur en superior van het Sint-Lievenscollege in Gent. In 1894 werd hij erekanunnik van het Sint-Baafskapittel, wat hij bleef tot 1908. Verder werd hij in 1897 bestuurder van het Werk der Arme Kerken en in 1907 visitator van kloostergemeenten en directeur van de eucharistische werken van het bisdom Gent. Achtereenvolgens werd hij titulair kanunnik (1908), groot-penitencier (1908), grootcantor (1917), archivaris van het bisdom Gent (1917) en lid van de Bisschoppelijke Raad en synodaal examinator (1919).
Van den Gheyn was ook actief als oudheidkundige en geschiedschrijver. Vanaf 1889 gaf hij een reeks studies over gepolychromeerde grafstenen in kerken in Vlaanderen en Zeeland uit. Hij deed ook onderzoek naar muurschilderijen in kerken en een archeologische en artistieke studie van de Sint-Baafskathedraal, waaronder het De aanbidding van het Lam Gods. Tijdens beide wereldoorlogen was hij betrokken bij de veiligstelling van het werk.
Hij werd lid van de volgende instellingen:
- corresponderend lid (1893), titulair lid (1896) en tweemaal jaarlijks voorzitter van de Koninklijke Academie voor Oudheidkunde van België,
- corresponderen lid van de Société historique et littéraire de Tournai (1895),
- erelid van de Oudheidkundige Kring van het Land van Waas (1905),
- lid van de Société des sciences et des arts du Hainaut (1909),
- corresponderend lid (1904), secretaris (1906) en ondervoorzitter (1920) van de Commissie voor Monumenten en Landschappen van Oost-Vlaanderen,
- lid van de Commissie voor Monumenten en Stadsgezichten van Gent (1898)
- lid van de bestuurscommissie (1896) en voorzitter (1923) van het Museum voor Oudheden,
- stichtend lid (1893) en voorzitter (1901) van de Maatschappij voor Geschiedenis en Oudheidkunde te Gent.

Van den Gheyn ontving de pauselijke onderscheidingen Bene Merenti en Pro Ecclesia et Pontifice en was Commandeur in de Leopoldsorde, Commandeur in de Kroonorde, Officier in de Orde van de Ster van Roemenië en titulairs van het Burgerkruis 1e Klasse. Hij werd tevens pauselijk huisprelaat in 1947 en apostolisch protonotaris in 1954.